# Кашубська Швейцарія
Кашубська Швейцарія (kaszb. Kaszëbskô Szwajcariô) — загальна назва центральної, найвищої частини Кашубського Поозер'я. На її території знаходиться найвищий пагорб Польської низовини — Вежиця (Wieżyca, 329 м над рівнем моря).
Головні річки: Радуня, Леба, Слупя, Вежиця.
Єдине місто Картузи розташоване на східній околиці місцевості. Спочатку назва «Кашубська Швейцарія» стосувалося лише найближчих околиць міста Картузи. Сьогодні вона включає в себе Картузький повіт і Косьцерський повіт. Простягається від Пархова на заході на Жукова на сході і від Камениці-Крулевської і Мірахова на півночі до Косьцежина на півдні.